# Адам Филип фон Кронберг-Хоенгеролдсек
Адам Филип (XI) фон Кронберг-Хоенгеролдсек (на немски: Adam Philipp (XI) Freiherr von Cronberg Graf zu Hohengeroldseck; * ок. 1599; † 3 август 1634 в Регенсбург) е фрайхер на Кронберг (в Таунус), граф на Хоенгеролдсек (в Шварцвалд), господар на Крон-Поричен (Червене Поржичи в Чехия) и Фльорхинген (Флоранж в Гранд Ест).

## Произход
Той е единственият син граф Йохан Георг II фон Кронберг (* 4 февруари 1561; † 9 юли 1608, Хьохст) и съпругата му Анна Маргарета Кемерер фон Вормс-Далберг (* 21 юни 1568; † 13 април 1629), внучка на Дитер VI фон Далберг (1468 - 1530) и Анна фон Хелмщат († 1528), и дъщеря на Волфганг Кемерер фон Вормс-Далберг (1536 – 1616) и Анна Мюл фон Улмен (1533 – 1606). Внук е на Курмайнцския маршал, гросхофмайстер и оберамтман на Хьохст, Хартмут XIII фон Кронберг (1517 – 1591) и първата му съпруга Барбара фон Зикинген (1522 – 1577). Баща му е по-малък брат на Йохан Швайкхард фон Кронберг (1553 – 1626), курфюрст и архиепископ на Майнц (1604 – 1626).
Той има две сестри: Анна Мария фон Кронберг (1590 – 1626, Ашафенбург), омъжена за Ерхард фон Мугентал († сл. 1626), и Анна Клара фон Кронберг († 1627, Вормс), омъжена за Йохан Каспар фон дер Хаубен († 1662).
Oт ок. 1220 г. до измиране на мъжката линия през 1704 г. резиденция на фамилията е замък Бург Кронберг над днешния град Кронберг в Таунус в Хесен, Германия. През 1618 г. Кронбергите са издигнати на фрайхерен, 1630 г. на графове.
Адам Филип е издигнат 1618 г. на фрайхер и 1630 г. на имперски граф на Кронберг.
Адам Филип фон Кронберг умира на 3 август 1634 г. в Регенсбург на ок. 39 години и е погребан там. Рицарският род фон Кронберг изчезва през 1704 г.

## Фамилия
Адам Филип фон Кронберг-Хоенгеролдсек се жени на 21 октомври 1624 г. за графиня Мария Сидония фон Даун-Фалкенщайн (* ок. 1604/1605; † 3 май 1675, Диденхофен), дъщеря на граф Филип Франц фон Даун-Фалкенщайн († 1616) и алтграфиня Елизабет фон Залм-Райфершайт († ок. 1616). Те имат децата:
- Мария Диана фон Кронберг († сл. 1674), омъжена I. за Йоахим де Ленонкурт-Маде Маролес († 1655), II. (1625) за комте де Дуснел
- Магдалена Изабела Диана фон Кронберг-Хоенгеролдсек и Фалкеншайн († сл. 1669), омъжена за фрайхер Филип Франц фон Зьотерн-Дагщул (* 1634; † ок. 1680)
- Магдалена Изабела Клара Евгения фон Кронберг († 1691 в Люксембург), омъжена за граф Емануел Максимилиан Вилхелм фон Шьонбург-Везел (* пр. 1660; † 1682)
- Крафт Адолф Ото фон Кронберг-Хоенгеролдсек (* 29 януари 1629; † 1 април 1692 в Крон-Поричен, Чехия, погребан в Клатау), граф на Кронберг-Хоенгеролдсек-Фалкенщайн, фрайхер фон Оберщайн, господар на Крон-Поричен, Фльоринхинген, Абенхайм, женен I. на 12 юни 1653 г. за Мария Франциска фон Йотинген-Балдерн (* 1 януари 1634, Валерщайн; † 9 декември 1686, Аугсбург), II. на 2 май 1687 г. за Шарлота Елеонора фон Сайн-Витгенщайн (* ок. 1660; † 4 април 1714, Виена).

Вдовицата му Мария Сидония фон Даун-Фалкенщайн се омъжва втори път на 29 септември 1636 г. в Кастелаун за маркграф Херман Фортунат фон Баден-Родемахерн (* 23 януари 1595; † 5 януари 1665).